# Palais Motešický

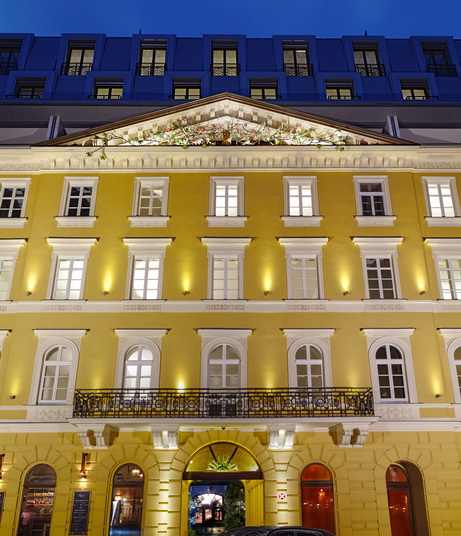
Palais Motešický in der Fußgängerzone in den Straßen Gorkého und Laurinská, in Bratislava

Das Palais Motešický in Bratislava wurde 1840 errichtet und ist heute ein nationales Kulturdenkmal der Slowakei.

## Geschichte
An seiner Stelle stand im Mittelalter das Gasthaus „Zum wilden Mann“ (U divého muža). Zur Zeit der Königskrönungen und Ständetage, als Pressburg de facto die Hauptstadt des Königreichs Ungarns war, wurden dort die bedeutendsten Besucher untergebracht. Zu späteren Zeiten wohnte dort der Kartograph Samuel Mikovíny, der Schöpfer des Pressburger Meridians, aufgrund dessen die ersten Landkarten der Komitate des Königreichs Ungarn entstanden.
Das ursprüngliche Palais wurde im Jahre 1840 von der Freiherrenfamilie Motešický errichtet. Im Magnaten-Kasino und Herren-Reiterclub des Palais traf sich der Adel. Nach einer Sanierung im Jahr 2010 werden heute Appartements vermietet. Im Herbst 2011 beschloss der Stadtrat, den Anteil der Stadt Bratislava an den Räumlichkeiten an ein privates Unternehmen zu verkaufen. Dieses Unternehmen besaß schon bisher Anteile am Palais.

## Sanierung

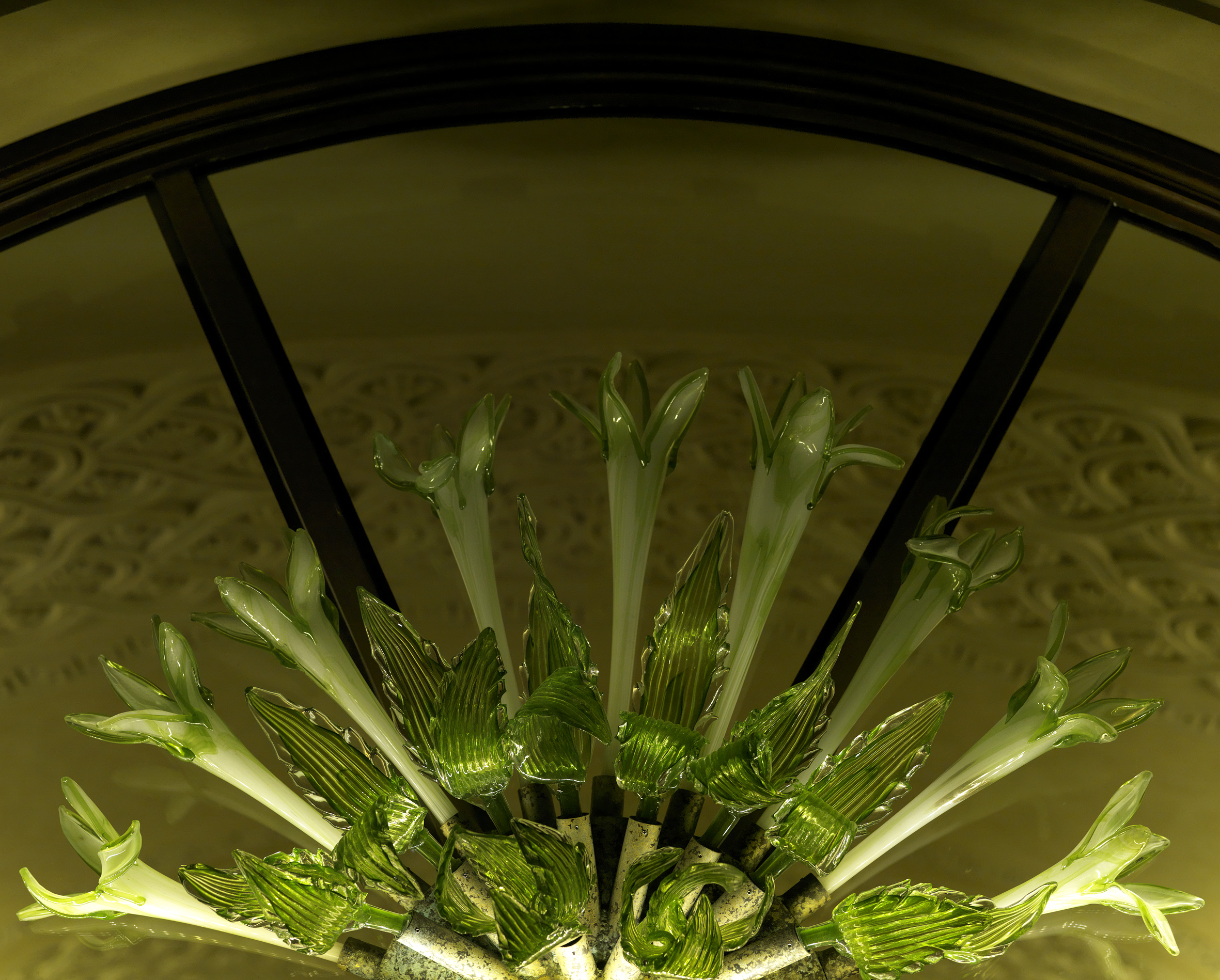
Bereich über dem Tor – Detail der grünen Lilien aus der Werkstatt des Meisters Bořek Šípek

Das Palais Motešický entstand während der Habsburgermonarchie und erhielt ein distinguiertes, geradezu aristokratisches Design, das die Elemente der Überzeitlichkeit und Eleganz des 19. Jahrhunderts vereint. Seine Instandsetzung dauerte sieben Jahre. Die Rekonstruktion war schwierig, weil sich der Bau in einer Fußgängerzone im historischen Zentrum befindet. Unter diesen Bedingungen gelang es, das nationale Kulturdenkmal vom Anfang des 19. Jahrhunderts zu untergraben, zu stabilisieren und eine viergeschossige Tiefgarage darunter zu bauen, die Garage durch Lifte mit dem historischen Gebäude zu verbinden und es von der Fassade bis zu den Treppenhäusern zu restaurieren.
Anschließend wurde das Objekt mit technologischen Errungenschaften ausgestattet, wie z. B. mit Vakuumliften in dreigeschossigen Wohnungen oder mit gekühlten Zimmerdecken, die eine Höhe von fast vier Metern erreichen.
Der Architekt und Designer Bořek Šípek (1949–2016) schuf für das Palais Motešický ein Symbol – aufgeblühte Lilien. Sie treten aus der beleuchteten Glasplastik der Gebäudefassade hervor und wurden ebenso Bestandteil der pompösen Leuchter im Interieur des Gebäudes.